# Sperreffekt
Der Sperreffekt oder Sperr-Effekt (englisch interception) ist ein für die Filtration bedeutender physikalischer Effekt. Er wird in der deutschsprachigen Fachliteratur auch als Interzeption bezeichnet.

## Mechanismus
Der Sperreffekt beruht darauf, dass die Bewegung des Masseschwerpunktes eines abzuscheidenden Partikels zwar an der Filterfaser vorbeiführt, das Partikel aufgrund seiner geometrischen Ausdehnung dennoch auf die Faser auftrifft und durch Adhäsion haften bleibt.
Mit größer werdendem Partikeldurchmesser steigt die Wahrscheinlichkeit des Kontakts zwischen Partikel und Faser. Dies beschreibt der Sperreffektparameter R:
{\displaystyle R={\frac {D_{\mathrm {P} }}{D_{\mathrm {F} }}}}
mit
- dem Partikeldurchmesser {\displaystyle D_{\mathrm {P} }}
- dem Faserdurchmesser {\displaystyle D_{\mathrm {F} }}.

Insbesondere bei Oberflächenfiltern mit vorhandenem Filterkuchen ist der Sperreffekt der dominierende Abscheidemechanismus. Aber auch bei Tiefenfiltern ist er von Bedeutung. Dort ist er bei Partikeldurchmessern größer ca. 0,1 µm als Abscheidemechanismus wahrnehmbar und zusammen mit der Trägheit ab einem Partikeldurchmesser größer ca. 0,4 µm der vorherrschende Mechanismus.

## Weitere Begriffsverwendungen
Als Sperreffekt wird in der Halbleitertechnik auch teilweise der Schottky-Effekt (bzw. Sperrschichteffekt oder Gleichrichtereffekt) bezeichnet.
Weiterhin wird damit zudem die z. B. bei Nafion auftretende selektive Leitfähigkeit für Protonen und andere Kationen (Sperreffekt für Anionen), d. h. ein Diffusionsverhalten in Abhängigkeit von der Ionenladung, benannt.